# مانويل سيفيرينو أوريبي
مانويل سيفيرينو أوريبي (بالإسبانية: Manuel Oribe) الرئيس الرابع لأوروغواي مواليد (12 نوفمبر 1857 26 أغسطس 1792). هو مانويل نجل الكابتن فرانسيسكو وماريا فرانسيسكا فيانا، وهو أول حاكم من مونتفيديو. شارك متطوعًا في بداية ثورة الاستقلال في ريو دي لا بلاتا. شارك مع المقاومة مع خوسيه جرفاسيو أرتيغاس ضد الغزو البرتغالي البرازيلي في 1816.
في أواخر عام 1817، مع تراجع مجموعته في مونتيفيديو على يد البرتغالي البرازيليين، انتقل إلى بوينس آيرس مع شقيقه إغناسيو والعقيد روفينو، وأخذ معه كتيبة المعتقون وكتيبة مدفعية.

## السيرة
مانويل أوريبي هو نجل الكابتن فرانسيسكو أوريبي وماريا فرانسيسكا فيانا وهو سليل خوسيه خواكين دي فيانا أول حاكم لمدينة مونتفيديو. وقد تجند في صفوف الوطنيين في بداية ثورة الاستقلال في ريو دي لابلاتا حيث شارك كمتطوع .وخضع لتعميده بالنار أثناء معركة ثيريتو في 31 ديسمبر عام1812 أثناء الحصار الثاني المفروض على مونتفيديو وقدم عمل بطولي انتهى بانتصار الوطنيين، وشارك بجانب خوسيه جرفاسيو أرتيغاس في المقاومة ضد الغزو البرتغالي البرازيلي في عام1816م. وفي آواخر 1817م عند سقوط مونتفيديو في أيدي الغزو البرتغالي البرازيلي انتقل إلى بوينس آيرس مع شقيقه إغناسيو والعقيد روفينو باوثا وأخذ معه كتيبة الأحرار وكتيبة المدفعية.

### التنافس مع ريفيرا
ذكر المؤرخ فرانسيسكو باوثا نجل روفينو باوثا في كتابه «تاريخ احتلال إسبانيا لأوروغواي» (1880-1882) بشأن إصرار أرتيغاس المحموم لتأييد فروكتوسو ريفيرا كقائد عسكري للمنطقة التي تقع جنوب ريو نيجرو لمواجهة الغزو، وهو الأمر الذي أدى إلى تراشق روفينو باوثا وومانويل أوريبي بالألفاظ ضد أرتيغاس الذي كان وضعه العسكري خارج السيطرة .ونظراً للتنافس الشخصي بين ريفيرا وأوريبي-والذي ظهر جلياً في مثل تلك الوقائع- قرر الضابط الشاب التخلي عن قائده. وعرض كارلوس فيدريكو ليكور قائد قوات الاحتلال أنه لا يوجد أي عائق لمرور المسؤولين الشرقيين في بينوس آريس إلا أنه لم يستطع أن يجذبهم إلى صفه بينما كان ريفيرا وأعوانه في خدمة الغزاة البرتغاليين.